# Boisemont (Val-d’Oise)
Boisemont egy község Franciaországban. Lakosainak száma 883 fő (2022. január 1.).

## Földrajza
Boisemont Courdimanche, Triel-sur-Seine, Vaux-sur-Seine, Jouy-le-Moutier, Menucourt és Vauréal községekkel határos.